# 魔王戴天
『魔王戴天』（まおうたいてん）は、陰陽座の7枚目のオリジナルアルバム。2007年7月25日にキングレコードから発売された。

## 概要
タイトルにある「魔王」とは、ここでは織田信長のことを指す。ただし信長をテーマとしたわけではなく、「善悪は抜きにして確固たる意思と理想を持って何かを成し遂げる存在」としての意味を込めた、と瞬火は語っている。2012年現在、陰陽座のアルバムの中で最多の売り上げを誇る。今回収録された曲の作詞作曲が全て瞬火一人で行われているという、珍しいアルバムでもある。

## 収録曲
全作詞・作曲：瞬火（M-1を除く）
1. 序曲 (じょきょく) [1:39]
  - インスト。
2. 魔王 (まおう) [5:40]
アルバムの表題曲。ツインリードをメインに置いたヘヴィなナンバー。
3. 黒衣の天女 (こくいのてんにょ)[4:23]
11thシングルの表題曲。山田風太郎の著作『黒衣の聖母』をモチーフに作られた曲。
4. 不倶戴天 (ふぐたいてん) [3:20]
罪人の処刑の一幕を描いたナンバー。罪人の世に対する深い怨みと、それを取り巻く世の人々との関係を通し、無常観を体現している。
5. 覇道忍法帖 (はどうにんぽうちょう) [3:24]
己の覇道を往く魔王の生き様を描いたナンバー。
6. ひょうすべ [3:42]
アップテンポなナンバー。歌詞の随所に言葉遊びらしき工夫がみられる。
7. 大頚 (おおくび) [6:32]
8. 骸 (むくろ) [4:43]
死生観を唄ったナンバーだが、瞬火曰く「世界一前向きな曲」とのこと。
9. 接吻 (せっぷん) [4:52]
  - 『甲賀忍法帖』に登場する女性・陽炎を主人公としたナンバー。
10. 生きることとみつけたり [4:26]
瞬火単独でボーカルを担当する珍しいナンバー。今までの陰陽座には無い、青春を駆け抜けるような爽やかさをテーマとしている。